# Lee Diamond
Lee Diamond (* als Wilbert Smith in New Orleans; † 1981) war ein amerikanischer Tenor-Saxophonist und Songwriter in den Genres Rhythm and Blues und Rock ’n’ Roll.

## Leben
Über Smiths Lebensdaten ist wenig bekannt. 1951 tauchte er als Schlagzeuger im Line-Up hinter Charles Brown auf. 1954 spielte er bereits Tenorsaxophon in der Tourband des Gesangduos Shirley & Lee, als er zusammen mit dem Schlagzeuger Charles Connor von Little Richard abgeworben wurde. Beide bildeten den Kern von Richards Live-Band The Upsetters, welche den jungen James Brown integrierte, als Little Richard kurzfristig für seine erste Aufnahmen für Specialty Records nach New Orleans abreiste. In den folgenden zwei Jahren stand die Band in Konkurrenz zur Studio Band von Cosimo Matassa, was die Beteiligung an Studio-Aufnahmen des erfolgreichen Rock ’n’ Rollers betraf. Die Upsetters begleiteten Little Richard daher nicht nur bei dessen Tourneen, sondern auch auf Keep A Knockin, Oh My Soul, She’s Got It und einigen anderen Klassikern. 1957 entschied sich Little Richard abrupt für einen theologischen Werdegang. Die Band spielte eine bereits organisierte Tournee mit dem Sänger Dee Clark als Little-Richard-Ersatz. Dabei wechselte Diamond nach Bedarf zwischen Saxophon und Piano. Ferner buchte sie erneut James Brown für eine Tour durch die Südstaaten. The Upsetters blieben noch eine Weile zusammen und nahmen mit Clark, Leonard Carbo und Larry Birdsong für Vee-Jay Records auf. Auf einigen Singles trat Lee Diamond in den Vordergrund und war namensgebender Musiker. 1960 verließ Diamond die Band und ging zurück nach New Orleans, wo er bei Minit Records mit Allen Toussaint zwei Singles aufnehmen konnte. Eine weitere Veröffentlichung erfolgte 1962 beim kalifornischen Lola Records von John Marascalco, den Smith seit dessen Arbeit als Songwriter für Little Richard kannte. 1965 schrieb Smith mit George Davis junior Songs für dessen Produktionsfirma Par-Lo. Smith übergab kurz vor Antritt einer Gefängnisstrafe Davis seine Komposition Tell It Like It Is, zu der Davis einen Text beisteuerte und mit Aaron Neville aufnahm. Der Song wurde ein Hit, der sich fünf Wochen auf Nummer eins der R&B-Charts halten und in den Pop-Charts bis auf Platz 2 vorrücken konnte. Robert Parker nahm Smiths Kompositionen I Caught You in a Lie und Yak Yak Yak für Nola Records auf. 1971 erschien mit Nobody But You und You Were Made for Me auf International City die letzte Single Lee Diamonds, welche eine Zusammenarbeit mit Davis unter dem Namen „George & Lee“ war.

## Diskografie
- 1958 – Hattie Malatti / Mama Loochie, Vee-Jay 272 (als Lee Diamond and the Upsetters)
- 1960 – It Won’t Be Me / Please Don’t Leave, Minit 617
- 1961 – Let Me Know / I Need Money, Minit 635
- 1962 – Good Old Summertime / Nothing but a Playboy, Bourbon Street 100 und Lola 100
- 1971 – Nobody But You / You Were Made for Me, International City (als George & Lee)